# Hans Sandreuter

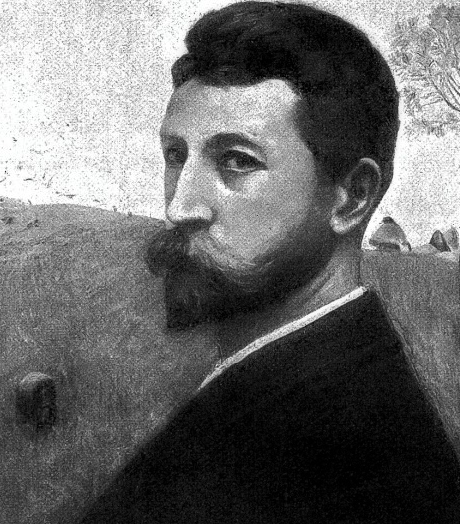
Hans Sandreuter

Hans Sandreuter (* 11. Mai 1850 in Basel; † 1. Juni 1901 in Riehen) war ein Schweizer Künstler des Symbolismus und des Fin de siècle.

## Leben und Werk
Hans Sandreuter begann nach dem Besuch des Realgymnasiums in Basel 1867 eine Lehre als Lithograf. Um 1870 begannen seine Wanderjahre die ihn nach Würzburg, München, Verona, Mailand, Genua und Neapel führten. Sandreuter studierte für ein halbes Jahr bei Achille Carrillo und kehrte 1872 nach Basel zurück.
Schliesslich verschlug es Sandreuter nochmals nach München, wo er Arnold Böcklin kennen lernte. 1873 besuchte Sandreuter eine private Münchner Kunstschule und durch Böcklins Fürsprache bekam Sandreuter bei Wilhelm von Kaulbach den Zugang zum abendlichen Aktzeichnen an der Münchner Akademie. 1874 reiste er zu Böcklin nach Florenz und als er ein Jahr später erkrankte, nahm Böcklin ihn in seinem Haus auf. Von 1877 bis 1880 lebte Sandreuter in Paris, 1882 siedelte er nach Florenz um, zwei Jahre später bezog er in Basel ein Atelier. Er erhielt zahlreiche Aufträge für Wandmalereien und Sgraffiti in bzw. an öffentlichen Gebäuden. Er restaurierte und dekorierte zum Beispiel auch Räume des Klosters St. Georgen (Stein am Rhein). 1896 wurde er Mitglied der Eidgenössischen Kunstkommission. 1896 reiste er zusammen mit seinem Freund Carl Sebastian Haegler nach Florenz, um Arnold Böcklin für die geplante Böcklin-Medaille zu zeichnen, und eröffnete am 19. September 1897 eine von ihm organisierte Böcklin-Ausstellung in der Kunsthalle Basel.
Hauptsächlich auf Betreiben von Hans Sandreuter, kam es 1888 zur dritten Neugründung der Basler Künstlergesellschaft deren Präsident er von 1888 bis 1894 war. 1898 liess er sich von Emanuel La Roche und Adolf Benedikt Stähelin sein Wohn- und Atelierhaus an der Wenkenstrasse Nr. 39 in Riehen erbauen. 1899 erkrankte Sandreuter an der Zuckerkrankheit und starb zwei Jahre später in seinem Haus «Zur Mohrhalde» in Riehen.
Sandreuter war Böcklins engster Schüler; manche Kritiker warfen ihm zu Lebzeiten vor, ein Böcklin-Nachahmer zu sein. Er war ein Vertreter der Fin-de-siècle-Kunst und wurde hauptsächlich in der Schweiz als Künstler bekannt. Zur hundertsten Wiederkehr seines Todestages hat das Kunstmuseum Basel 2001/2002 eine grosse Gesamtausstellung organisiert. Sandreuters Œuvre zeigt eine grosse Vielfalt. Neben Öl- und Aquarellbildern schuf er monumentale Dekorationskunst. Er entwarf druckgrafische Arbeiten und Glasmalereien sowie Möbel. Sandreuter war ein «ebenso engagierter wie kritischer Weggenosse, ja Parteigänger der jungen Kunst seiner Generation». Einige von ihm gestaltete Fassaden und Wanddekorationen sind heute noch vorhanden, zum Beispiel die Fassade der «Bärenzunft» und die Wandarbeiten der «Schmiedezunft» in Altbasel.
1975 wurden in Riehen in einer Gedächtnisausstellung Werke von Hans Sandreuter, Otto Roos und Josef Keller (1923–1964) gezeigt.

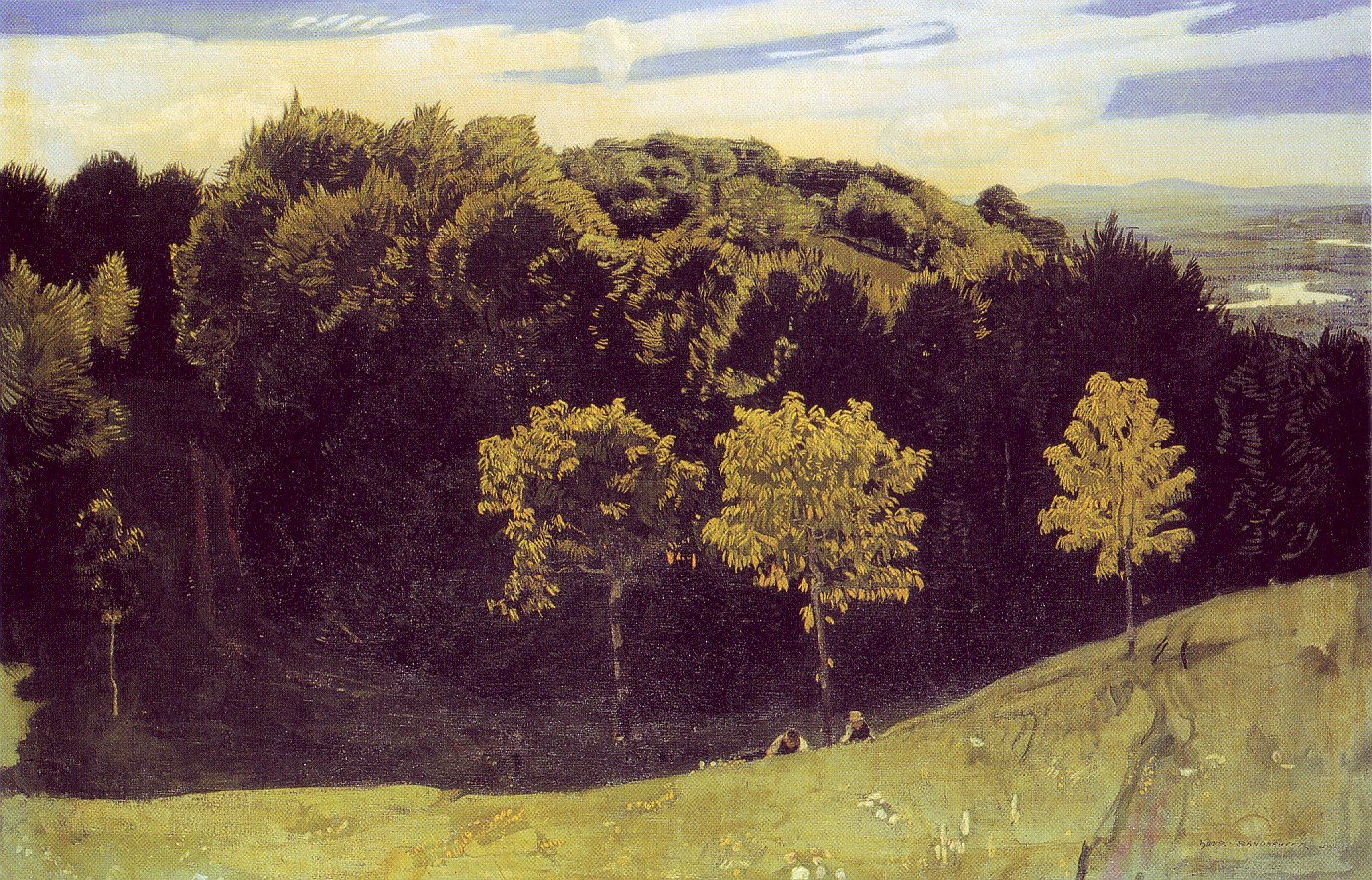
Der Rhein bei Basel, 1900
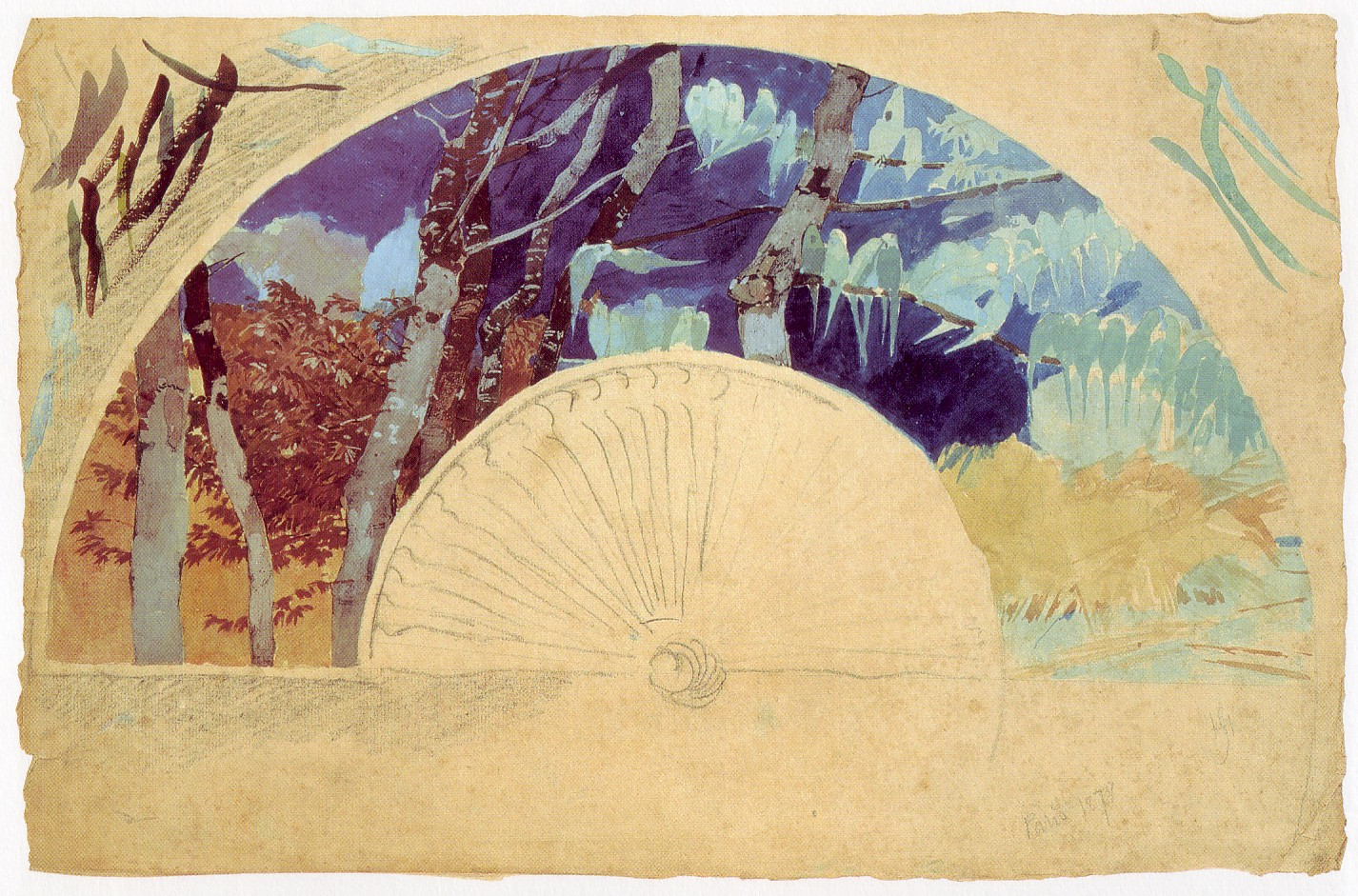
Entwurf für einen Fächer, 1878
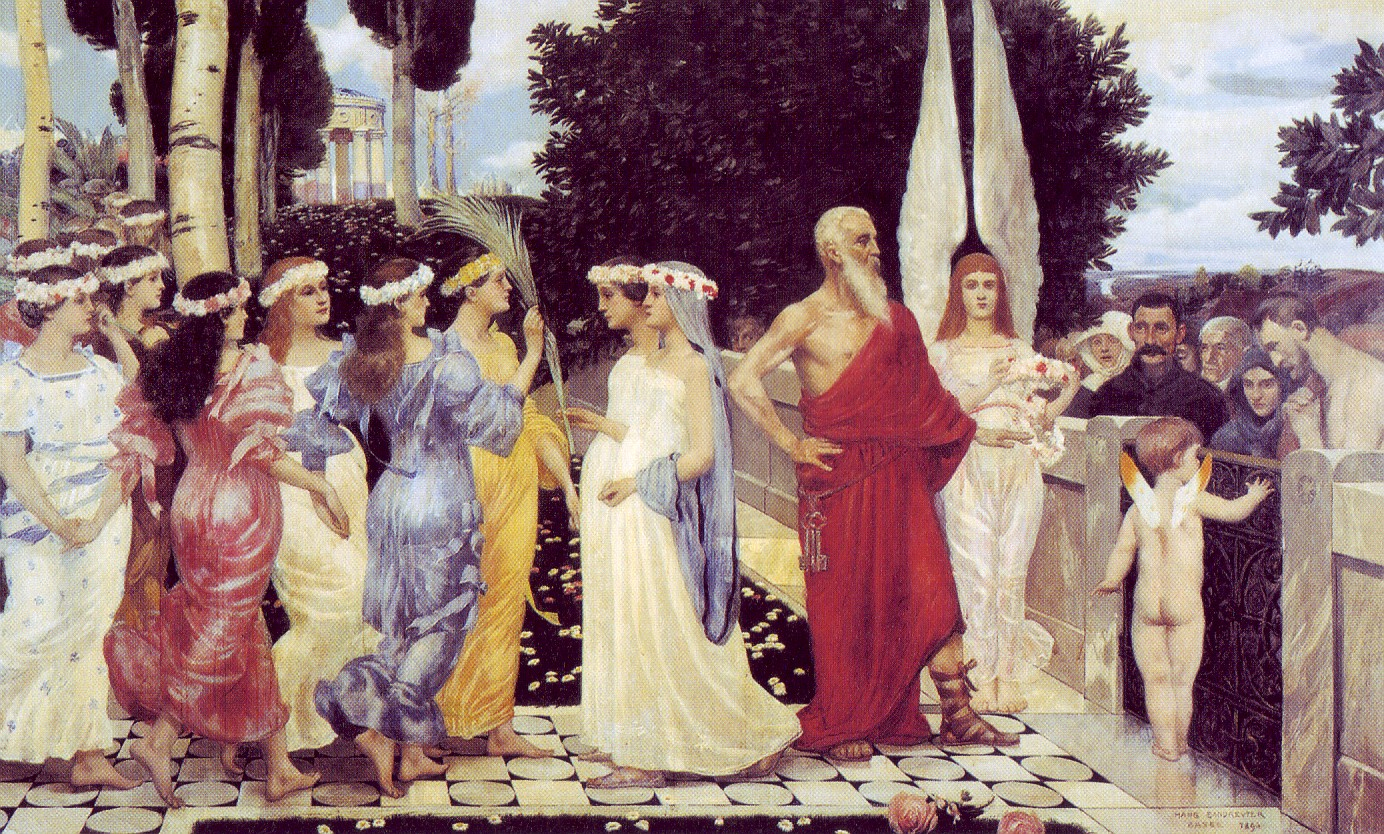
An der Himmelspforte, 1894
Plakat, 1897
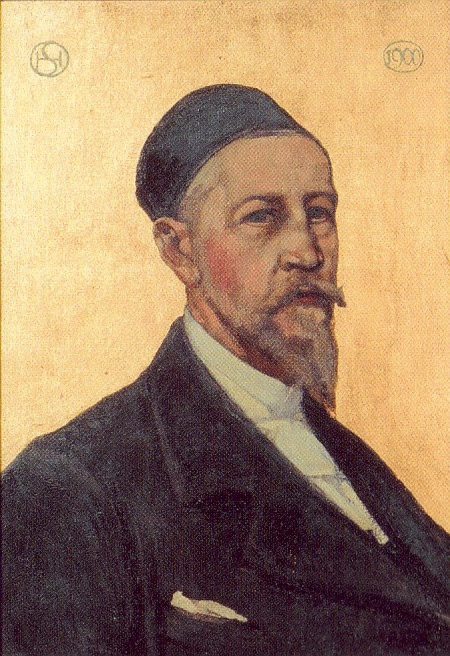
Selbstporträt, 1900

## Öffentlich zugängliche Werke (Ölbilder)
- Landschaft mit Bäumen, 1877/1880, 38 × 46 cm, Museum Oskar Reinhart, Winterthur
- Notre Dame, 1877/1880, 45 × 75 cm, Aargauer Kunsthaus, Aarau
- Die Quelle, 1891, Stadthaus Baden AG (ursprünglich im «Grand Hôtel» Baden)[6]
- An der Himmelspforte, 1894, 150 × 244 cm, Kunstmuseum Bern
- Der Rhein bei Basel, 1900, 96 × 146 cm, Kunstmuseum Basel